# Presidenti della Provincia di Como
Elenco dei presidenti dell'amministrazione provinciale di Como.

## Regno d'Italia (1861-1946)

### Presidenti del Consiglio provinciale (1861-1926)
- Francesco Peluso (1862-1868)
- Giuseppe Peroni (1868-1875)
- Giuseppe Gatti (1875-1877)
- Giuseppe Gadda (1877-1878)
- Giuseppe Gatti (1878-1881)
- Giuseppe Speroni (1881-1911)
- Paolo Carcano (1911-?)

### Presidenti della Deputazione provinciale (1889-1926)
| Nº | Nº | Ritratto | Nome            | Mandato | Mandato | Partito |
| Nº | Nº | Ritratto | Nome            | Inizio  | Fine    | Partito |
| -- | -- | -------- | --------------- | ------- | ------- | ------- |
| 1  |    |          | Giuseppe Gatti  | 1889    | 1899    | ?       |
| 2  |    |          | Carlo Scacchi   | 1900    | 1905    | ?       |
| 3  |    |          | Bruno Brunati   | 1905    | 1910    | ?       |
| 4  |    |          | Giuseppe Longhi | 1910    | 1913    | ?       |
| 5  |    |          | Filippo Andina  | 1913    | ?       | ?       |

## Repubblica Italiana (dal 1946)

### Presidenti della provincia (dal 1951)

#### Eletti dal Consiglio provinciale (1951-1995)
| Nº | Nº | Ritratto | Nome              | Mandato       | Mandato        | Partito                     |
| Nº | Nº | Ritratto | Nome              | Inizio        | Fine           | Partito                     |
| -- | -- | -------- | ----------------- | ------------- | -------------- | --------------------------- |
|    |    |          | ?                 | ?             | ?              | ?                           |
|    |    |          | Giovanni Orsenigo | ?             | 2 agosto 1990  | Democrazia Cristiana        |
|    |    |          | Anna Maria Bassi  | 2 agosto 1990 | 3 gennaio 1994 | Partito Socialista Italiano |
|    |    |          | Luciano Bettiga   | 2 marzo 1994  | 8 maggio 1995  | Partito Socialista Italiano |

#### Eletti direttamente dai cittadini (1995-2014)
| Nº             | Nº              | Ritratto | Nome                                    | Mandato          | Mandato          | Partito               | Elezione |
| Nº             | Nº              | Ritratto | Nome                                    | Inizio           | Fine             | Partito               | Elezione |
| -------------- | --------------- | -------- | --------------------------------------- | ---------------- | ---------------- | --------------------- | -------- |
|                |                 |          | Giuseppe Livio                          | 8 maggio 1995    | 19 marzo 1997    | Federazione dei Verdi | 1995     |
|                |                 |          | Alberto Ardia (Commissario prefettizio) | 19 marzo 1997    | 1º dicembre 1997 | —                     | —        |
|                |                 |          | Armando Selva                           | 1º dicembre 1997 | 28 maggio 2002   | Lega Nord             | 1997     |
|                |                 |          | Leonardo Ambrogio Carioni               | 28 maggio 2002   | 29 maggio 2007   | Lega Nord             | 2002     |
| 29 maggio 2007 | 2 giugno 2012   | 2007     | Leonardo Ambrogio Carioni               |                  |                  | Lega Nord             |          |
| 2 giugno 2012  | 13 ottobre 2014 | —        | —                                       |                  |                  | Lega Nord             |          |

#### Eletti dai sindaci e consiglieri della provincia (dal 2014)
| Nº               | Nº        | Ritratto | Nome               | Mandato         | Mandato          | Partito                         | Elezione |
| Nº               | Nº        | Ritratto | Nome               | Inizio          | Fine             | Partito                         | Elezione |
| ---------------- | --------- | -------- | ------------------ | --------------- | ---------------- | ------------------------------- | -------- |
|                  |           |          | Maria Rita Livio   | 13 ottobre 2014 | 2 novembre 2018  | Partito Democratico             | 2014     |
|                  |           |          | Fiorenzo Bongiasca | 2 novembre 2018 | 27 novembre 2022 | Indipendente di centro-sinistra | 2018     |
| 27 novembre 2022 | in carica | 2022     | Fiorenzo Bongiasca |                 |                  | Indipendente di centro-sinistra |          |